# 肉林奇殺案
《肉林奇殺案》（直译：為什麼珍妮弗身上會有奇怪的血滴？）是一部1972年的意大利鉛黃電影，由朱利安諾·卡尼繆執導（片尾字幕署名為安东尼·阿斯科特“Anthony Ascott”）。這部電影被人稱為「永不乏味」和「一部稱職的驚悚片，其暴力和性爱足以满足最狂热的鉛黃電影迷」。
2015年，迈克尔·R·赫德森將電影改編成小說，由Raven Head Press在美國出版，和《陰陽恩仇》《無名小子》同屬對加斯托迪的多個劇本進行的系列改編。

## 劇情
妓女卢纳被叫到某人的高层公寓楼。她在电梯里被蒙面凶手刺死，凶手在电梯到达顶层之前消失了，住户（伊萨克斯教授、寡妇莫斯太太和赌场脱衣舞女米扎尔·哈林顿）在顶层发现了尸体。米扎尔去赌场上班，其余人报了警。
与此同时，大楼的建筑师安德烈亚·安蒂诺里雇佣了摄影师阿瑟寻找广告模特儿。珍妮弗·兰斯伯里正和她的模特儿朋友玛丽莲·里奇一起摆姿势，阿瑟被她迷住了。离开摄影棚的路上，珍妮弗被亚当拦下。亚当是珍妮弗在踏进模特儿圈之前参加的性邪教组织“鳶尾花”的头目，他严厉地警告她如果不回到他身边，后果将不堪设想。
米扎尔回到自己的公寓，在浴缸里被凶手溺死。早上，警察局長恩齐和伦齐调查了这起谋杀案。莫斯太太作为证人接受了询问。在犯罪现场，他们发现了一封情书。
为了吸引珍妮弗和玛丽莲出演自己的广告，安德烈亚将米扎尔空置的公寓转租给了她们。他与她们共进晚餐，却因看到珍妮弗割傷手指而感到不安，暴露了他的血液恐惧症。之后，安德烈亚在离开大楼时遇到了亚当，亚当告诉他珍妮弗不能属于其他人。
天快亮时，凶手从阳台进入公寓，用手掐住珍妮弗的喉咙，但在她尖叫时逃走了。玛丽莲认为她是幻想出了这次遭遇。第二天早上，她们在药店遇到了邻居希拉·伊萨克斯，她和爸爸也就是那名教授住在一起。
安德烈亚作为潜在嫌疑人接受了警方的询问。恩齐命令伦齐监视他。珍妮弗在家门口发现异样，她走进公寓后亚当袭击了她，但她设法逃脱，打电话给安德烈亚。两人出去吃饭，并在公园散步，伦齐一直跟着他们。
珍妮弗当晚回到公寓，发现凶手正等在那里，想要亲吻她。她用台灯打了他，然后跑到希拉的公寓求助。两人一起回去时，凶手已经不见了。玛丽莲来到这里，发现地板上有一朵沾满鲜血的鸢尾花，然后打开衣橱，发现了被刺死的亚当。珍妮弗把邪教的事告诉了恩齐和伦齐，他们向她保证不会起诉她杀害亚当，并把谋杀案归咎于那名蒙面杀手。后来，她仿佛听到莫斯太太在隔壁公寓里和一个男人说话，但玛丽莲认为她是在胡思乱想。米扎尔的情书经过笔迹抽样检验，发现是希拉所写。恩齐询问了她，她承认自己是女同性恋（影片开头叫来卢纳的人也是她）。
安德烈亚邀请珍妮弗去他家做客，向她表白了自己的爱意。第二天，玛丽莲在高楼外的人群中被凶手刺伤。她抓住了在附近等出租车的安德烈亚，然后倒地身亡。安德烈亚被血迹吓坏了，他逃离了现场，遭到伦齐的追捕，但还是逃过一劫。尽管恩齐有所怀疑，珍妮弗还是确信他是无辜的。
她回到大楼，听到莫斯太太又在和男人说话。她闯入隔壁公寓，遭到莫斯太太的畸形儿子戴维袭击。莫斯太太回来后对她大吼大叫，然后把她赶了出去。珍妮弗报了警，但当警察赶到时，莫斯太太已经把戴维藏了起来，并声称自己一直都是独居。
珍妮弗接到了安德烈亚的电话，约她在城外的垃圾场见面。她去了那里，但安德烈亚被跟踪她的伦齐吓走了。珍妮弗回到公寓，遇到了希拉，两人一起上了电梯。然而，电梯却自己下到了地下室。她们走出电梯，在地下室进行了一番探索，最后希拉被凶手破坏的锅炉喷出的热蒸汽烧死。
珍妮弗躲在地下室里，有人在跟踪她。这时安德烈亚现身，声称自己是无辜的，但珍妮弗并不相信他的话。警察赶来追捕他，但他逃脱了。与此同时，莫斯太太发现戴维从房间里失踪了。伊萨克斯教授为女儿的死伤心欲绝，拉着小提琴哀悼。
珍妮弗决定就此离开公寓。收拾行李时，她再次遭到凶手的袭击。她向伊萨克斯教授求助，却发现戴维的尸体躺在椅子上。凶手打开房门，摘下面具，露出了教授的真面目。原来，由于无法忍受希拉的女同性恋倾向，他将她的性取向归咎于大楼里的其他女性，出于报复而杀害了她们。他的伪装灵感来自戴维，戴维生前都戴着面具，偷窥大楼里的女性。他用蒸汽本来想杀的其实是珍妮弗，却误杀了自己的女儿。
教授用氯仿麻醉了珍妮弗，将戴维的尸体扔下楼梯井，然后准备对珍妮弗施以同样的毒手。安德烈亚走出电梯，成功制服教授，将他摔死。他和珍妮弗热情拥抱，为这场磨难的结束而高兴。

## 演員
- 愛雲·芬芝 饰 珍妮弗·兰斯伯里
- 喬治·希爾頓（英语：George Hilton (actor)） 饰 安德烈亚·安蒂诺里
- 寶拉·夸崔尼（英语：Paola Quattrini） 饰 玛丽莲·里奇
- 安娜貝拉·英康崔拉（英语：Annabella Incontrera） 饰 希拉·伊萨克斯
- 喬治·瑞高德（英语：George Rigaud） 饰 伊萨克斯教授
- 詹皮耶羅·阿爾貝蒂尼（英语：Giampiero Albertini） 饰 警察局长恩齐
- 佛朗哥·阿戈斯蒂尼 饰 助理警察局长伦齐
- 奥雷斯特·廖内洛（英语：Oreste Lionello） 饰 摄影师阿瑟
- 班·卡拉 饰 亚当
- 卡拉·布雷特 饰 米扎尔·哈林顿
- 盧西亞諾·皮戈齊（英语：Luciano Pigozzi） 饰 赌场老板法内利（未署名）
- 瑪莉亞·特德斯基 饰 莫斯太太（未署名）
- 艾維·法里內利 饰 卢纳（未署名）

## 分析和主題
在整部电影中，都有一个关于性向认同的潜在基调，主人公珍妮弗被她阴险的前夫亚当骚扰，亚当是一个邪教领袖，要求珍妮弗对他绝对忠诚，并认为珍妮弗只是邪教的一部分，拒绝尊重她作为个人的身份。此外，主要反面人物伊萨克斯教授疯狂嫉妒女儿希拉与其他女性的关系，认为她们“腐蚀”了他的女儿。